# Bernardo Aranda Gamba
El Coronel Bernardo Aranda Gamba fue un militar paraguayo. Combatió en la Guerra del Chaco y participó en misiones militares en el extranjero. Llegó a ocupar el cargo de jefe del Estado Mayor del ejército.
Escribió distintos ensayos y libros de memorias. Nació el 20 de agosto de 1911 en Villarrica - Paraguay.-